# قسم كولكني الريفي (مقاطعة درة شهر)
قسم كولكني الريفي (بالفارسية: دهستان کولکنی) هي قسم تقع في إيران في Majin District. يقدر عدد سكانها بـ 1,719 نسمة .